# Maxillicosta whitleyi
Maxillicosta whitleyi is een straalvinnige vissensoort uit de familie van schorpioenvissen (Neosebastidae). De wetenschappelijke naam van de soort is voor het eerst geldig gepubliceerd in 1976 door Eschmeyer & Poss.